# Efecto Zeeman

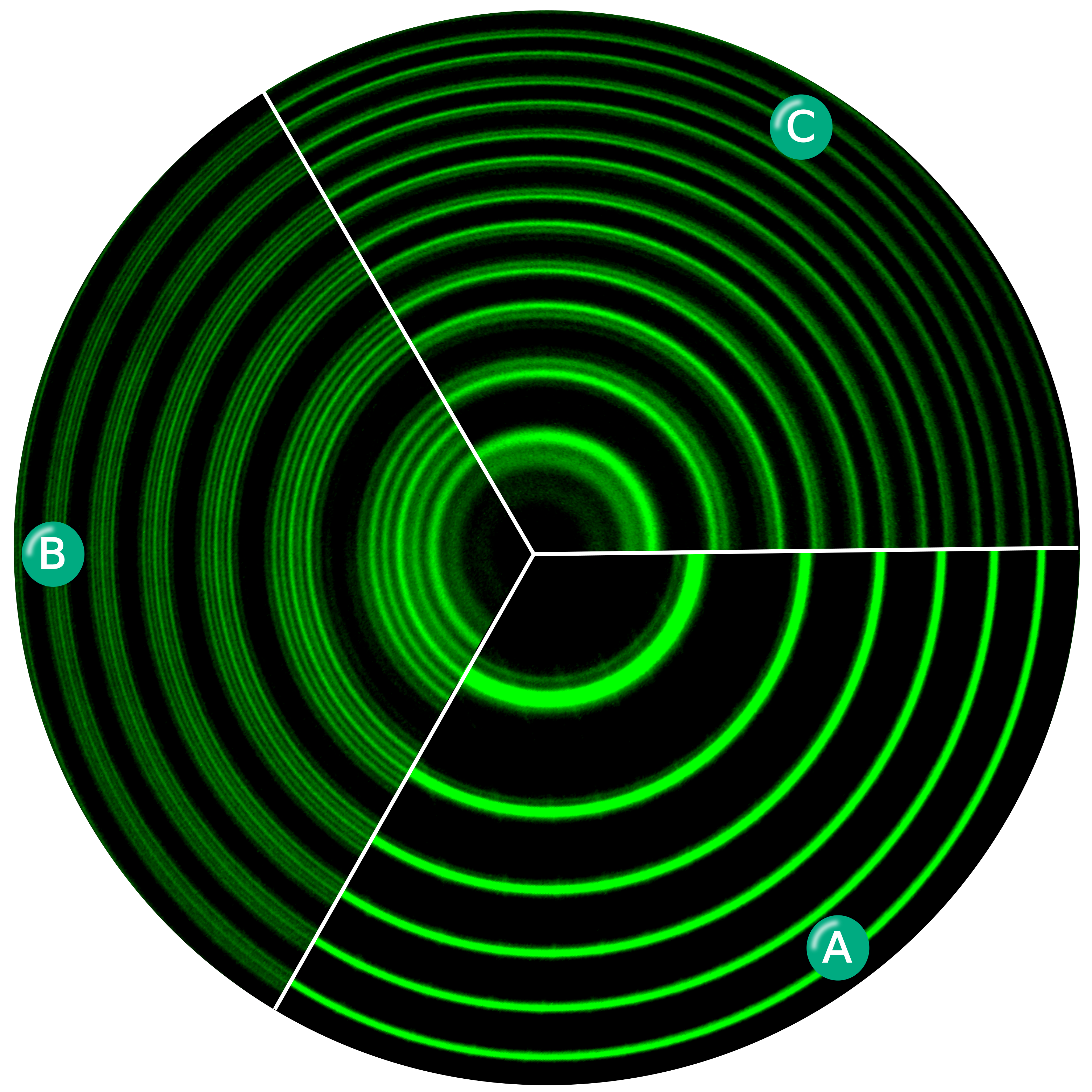
Las líneas espectrales de la lámpara de vapor de mercurio en la longitud de onda 546.1 nm, mostrando un efecto Zeeman anómalo. (A) Sin campo magnético. (B) Con el campo magnético, las líneas espectrales se dividen como un efecto Zeeman transversal. (C) Con campo magnético, dividido como efecto Zeeman longitudinal. Las líneas espectrales se obtuvieron mediante un interferómetro de Fabry-Pérot.

División de Zeeman del nivel 5 de Rb, incluida la división de estructura fina y estructura hiperfina. Aquí F = J + I, donde I es el espín nuclear (para Rb, I = 3/2)

El efecto Zeeman, que lleva el nombre del físico neerlandés Pieter Zeeman, es el efecto de la división de una línea espectral en varios componentes en presencia de un campo magnético estático. Es análogo al efecto Stark, la división de una línea espectral en varios componentes en presencia de un campo eléctrico. También similar al efecto Stark, las transiciones entre diferentes componentes tienen, en general, diferentes intensidades, estando algunas totalmente prohibidas (en la aproximación dipolar), según se rige por las reglas de selección.
Dado que la distancia entre los subniveles de Zeeman es una función de la intensidad del campo magnético, este efecto se puede utilizar para medir la intensidad del campo magnético, por ejemplo, el del Sol y otras estrellas o en plasmas de laboratorio. El efecto Zeeman es muy importante en aplicaciones como la espectroscopia de resonancia magnética nuclear, la espectroscopia de resonancia de espín electrónico, la formación de imágenes por resonancia magnética (MRI) y la espectroscopia de Mössbauer. También se puede utilizar para mejorar la precisión en la espectroscopia de absorción atómica. Una teoría sobre el sentido magnético de las aves asume que una proteína en la retina cambia debido al efecto Zeeman.
Cuando las líneas espectrales son líneas de absorción, el efecto se denomina efecto Zeeman inverso.

## Nomenclatura
Históricamente, se distingue entre el efecto Zeeman normal y anómalo (descubierto por Thomas Preston en Dublín, Irlanda). El efecto anómalo aparece en las transiciones en las que el spin neto de los electrones no es cero. Se le llamó "anómalo" porque el espín del electrón aún no se había descubierto, por lo que no había una buena explicación en el momento en que Zeeman observó el efecto.
A mayor intensidad de campo magnético, el efecto deja de ser lineal. A una fuerza de campo aún mayor, cuando la fuerza del campo externo es comparable a la fuerza del campo interno del átomo, el acoplamiento de electrones se altera y las líneas espectrales se reorganizan. Esto se llama efecto Paschen-Back.
En la literatura científica moderna, estos términos se utilizan raramente, con una tendencia a utilizar solo "efecto Zeeman".

## Presentación teórica
El hamiltoniano total de un átomo en un campo magnético es
{\displaystyle H=H_{0}+V_{\rm {M}},\ }
donde {\displaystyle H_{0}} es el hamiltoniano imperturbable del átomo, y {\displaystyle V_{\rm {M}}} es la perturbación debida al campo magnético:
{\displaystyle V_{\rm {M}}=-{\vec {\mu }}\cdot {\vec {B}},}
donde {\displaystyle {\vec {\mu }}} es el momento magnético del átomo. El momento magnético consta de las partes electrónicas y nucleares; sin embargo, este último es muchos órdenes de magnitud más pequeño y se pasará por alto aquí. Por lo tanto,
{\displaystyle {\vec {\mu }}\approx -{\frac {\mu _{\rm {B}}g{\vec {J}}}{\hbar }},}
donde {\displaystyle \mu _{\rm {B}}} es el magnetón de Bohr, {\displaystyle {\vec {J}}} es el momento angular electrónico total, y {\displaystyle g} es el factor g de Landé. Un enfoque más preciso es tener en cuenta que el operador del momento magnético de un electrón es una suma de las contribuciones del momento angular orbital {\displaystyle {\vec {L}}} y el momento angular de giro {\displaystyle {\vec {S}}}, con cada uno multiplicado por la proporción giromagnética apropiada:
{\displaystyle {\vec {\mu }}=-{\frac {\mu _{\rm {B}}(g_{l}{\vec {L}}+g_{s}{\vec {S}})}{\hbar }},}
donde {\displaystyle g_{l}=1} y {\displaystyle g_{s}\approx 2.0023192} (este último se llama relación giromagnética anómala; la desviación del valor de 2 se debe a los efectos de la electrodinámica cuántica). En el caso del acoplamiento LS, se pueden sumar todos los electrones del átomo:
{\displaystyle g{\vec {J}}=\left\langle \sum _{i}(g_{l}{\vec {l_{i}}}+g_{s}{\vec {s_{i}}})\right\rangle =\left\langle (g_{l}{\vec {L}}+g_{s}{\vec {S}})\right\rangle ,}
donde {\displaystyle {\vec {L}}} y {\displaystyle {\vec {S}}} son el momento orbital total y el spin del átomo, y el promedio se realiza sobre un estado con un valor dado del momento angular total.
Si el término de interacción {\displaystyle V_{M}} es pequeño (menos que la estructura fina), puede tratarse como una perturbación; este es el efecto Zeeman propiamente dicho. En el efecto Paschen-Back, que se describe a continuación, {\displaystyle V_{M}} excede el acoplamiento LS significativamente (pero aún es pequeño en comparación con {\displaystyle H_{0}}). En campos magnéticos ultrafuertes, la interacción del campo magnético puede exceder {\displaystyle H_{0}}, en cuyo caso el átomo ya no puede existir en su significado normal, y en su lugar se habla de niveles de Landau. Hay casos intermedios que son más complejos que estos casos límite.

## Campo débil (efecto Zeeman)
Si la interacción espín-órbita domina sobre el efecto del campo magnético externo, {\displaystyle \scriptstyle {\vec {L}}} y {\displaystyle \scriptstyle {\vec {S}}} no se conservan por separado, solo el momento angular total {\displaystyle \scriptstyle {\vec {J}}={\vec {L}}+{\vec {S}}} se conserva. Se puede pensar que los vectores de momento angular orbital y de espín precesan alrededor del vector de momento angular total (fijo) {\displaystyle \scriptstyle {\vec {J}}}. El vector de giro (tiempo-) "promediado" es entonces la proyección del giro en la dirección de {\displaystyle \scriptstyle {\vec {J}}}:
{\displaystyle {\vec {S}}_{\rm {avg}}={\frac {({\vec {S}}\cdot {\vec {J}})}{J^{2}}}{\vec {J}}}
y para el vector orbital (tiempo -) "promediado":
{\displaystyle {\vec {L}}_{\rm {avg}}={\frac {({\vec {L}}\cdot {\vec {J}})}{J^{2}}}{\vec {J}}.}
Por lo tanto,
{\displaystyle \langle V_{\rm {M}}\rangle ={\frac {\mu _{\rm {B}}}{\hbar }}{\vec {J}}\left(g_{L}{\frac {{\vec {L}}\cdot {\vec {J}}}{J^{2}}}+g_{S}{\frac {{\vec {S}}\cdot {\vec {J}}}{J^{2}}}\right)\cdot {\vec {B}}.}
Usando {\displaystyle \scriptstyle {\vec {L}}={\vec {J}}-{\vec {S}}} y cuadrando ambos lados, obtenemos
{\displaystyle {\vec {S}}\cdot {\vec {J}}={\frac {1}{2}}(J^{2}+S^{2}-L^{2})={\frac {\hbar ^{2}}{2}}[j(j+1)-l(l+1)+s(s+1)],}
y: usando {\displaystyle \scriptstyle {\vec {S}}={\vec {J}}-{\vec {L}}} y cuadrando ambos lados, obtenemos
{\displaystyle {\vec {L}}\cdot {\vec {J}}={\frac {1}{2}}(J^{2}-S^{2}+L^{2})={\frac {\hbar ^{2}}{2}}[j(j+1)+l(l+1)-s(s+1)].}
Combinando todo y tomando {\displaystyle \scriptstyle J_{z}=\hbar m_{j}}, obtenemos la energía potencial magnética del átomo en el campo magnético externo aplicado,
{\displaystyle {\begin{aligned}V_{\rm {M}}&=\mu _{\rm {B}}Bm_{j}\left[g_{L}{\frac {j(j+1)+l(l+1)-s(s+1)}{2j(j+1)}}+g_{S}{\frac {j(j+1)-l(l+1)+s(s+1)}{2j(j+1)}}\right]\\&=\mu _{\rm {B}}Bm_{j}\left[1+(g_{S}-1){\frac {j(j+1)-l(l+1)+s(s+1)}{2j(j+1)}}\right],\\&=\mu _{\rm {B}}Bm_{j}g_{j}\end{aligned}}}
donde la cantidad entre corchetes es el factor g de Landé gJ del átomo ({\displaystyle g_{L}=1} y {\displaystyle g_{S}\approx 2}) y {\displaystyle m_{j}} es la componente z del momento angular total. Por un solo electrón por encima de las capas llenas {\displaystyle s=1/2} y {\displaystyle j=l\pm s}, el factor g de Landé se puede simplificar en:
{\displaystyle g_{j}=1\pm {\frac {g_{S}-1}{2l+1}}}
Tomando {\displaystyle V_{m}} para ser la perturbación, la corrección de Zeeman a la energía es
{\displaystyle {\begin{aligned}E_{\rm {Z}}^{(1)}=\langle nljm_{j}|H_{\rm {Z}}^{'}|nljm_{j}\rangle =\langle V_{M}\rangle _{\Psi }=\mu _{\rm {B}}g_{J}B_{\rm {ext}}m_{j}\end{aligned}}}

### Ejemplo: transición Lyman-alfa en hidrógeno
La transición Lyman-alfa en hidrógeno en presencia de la interacción espín-órbita implica las transiciones
{\displaystyle 2P_{1/2}\to 1S_{1/2}} y {\displaystyle 2P_{3/2}\to 1S_{1/2}.}
En presencia de un campo magnético externo, el efecto Zeeman de campo débil divide los niveles 1S1/2 y 2P1/2 en 2 estados cada uno ({\displaystyle m_{j}=1/2,-1/2}) y el nivel 2P3/2 en 4 estados ({\displaystyle m_{j}=3/2,1/2,-1/2,-3/2}). Los factores g de Landé para los tres niveles son:
{\displaystyle g_{J}=2} por {\displaystyle 1S_{1/2}} (j = 1/2, l = 0)
{\displaystyle g_{J}=2/3} por {\displaystyle 2P_{1/2}} (j = 1/2, l = 1)
{\displaystyle g_{J}=4/3} por {\displaystyle 2P_{3/2}} (j = 3/2, l = 1).
Tenga en cuenta en particular que el tamaño de la división de energía es diferente para los diferentes orbitales, porque los valores de gJ son diferentes. A la izquierda, se muestra una fina estructura dividida. Esta división ocurre incluso en ausencia de un campo magnético, ya que se debe al acoplamiento espín-órbita. Representado a la derecha es la división adicional de Zeeman, que ocurre en presencia de campos magnéticos.
| Estado inicial ( {\displaystyle n=2,l=1} ) {\displaystyle \mid j,m_{j}\rangle } | Estado final ( {\displaystyle n=1,l=0} ) {\displaystyle \mid j,m_{j}\rangle } | Perturbación energética                           |
| ------------------------------------------------------------------------------- | ----------------------------------------------------------------------------- | ------------------------------------------------- |
| {\displaystyle \left\|{\frac {1}{2}},\pm {\frac {1}{2}}\right\rangle }          | {\displaystyle \left\|{\frac {1}{2}},\pm {\frac {1}{2}}\right\rangle }        | {\displaystyle \mp {\frac {2}{3}}\mu _{\rm {B}}B} |
| {\displaystyle \left\|{\frac {1}{2}},\pm {\frac {1}{2}}\right\rangle }          | {\displaystyle \left\|{\frac {1}{2}},\mp {\frac {1}{2}}\right\rangle }        | {\displaystyle \pm {\frac {4}{3}}\mu _{\rm {B}}B} |
| {\displaystyle \left\|{\frac {3}{2}},\pm {\frac {3}{2}}\right\rangle }          | {\displaystyle \left\|{\frac {1}{2}},\pm {\frac {1}{2}}\right\rangle }        | {\displaystyle \pm \mu _{\rm {B}}B}               |
| {\displaystyle \left\|{\frac {3}{2}},\pm {\frac {1}{2}}\right\rangle }          | {\displaystyle \left\|{\frac {1}{2}},\pm {\frac {1}{2}}\right\rangle }        | {\displaystyle \mp {\frac {1}{3}}\mu _{\rm {B}}B} |
| {\displaystyle \left\|{\frac {3}{2}},\pm {\frac {1}{2}}\right\rangle }          | {\displaystyle \left\|{\frac {1}{2}},\mp {\frac {1}{2}}\right\rangle }        | {\displaystyle \pm {\frac {5}{3}}\mu _{\rm {B}}B} |

## Campo fuerte (efecto Paschen-Back)
El efecto Paschen-Back es la división de los niveles de energía atómica en presencia de un fuerte campo magnético. Esto ocurre cuando un campo magnético externo es lo suficientemente fuerte como para interrumpir el acoplamiento entre orbitales ({\displaystyle {\vec {L}}}) y girar ({\displaystyle {\vec {S}}}) momentos angulares. Este efecto es el límite de campo fuerte del efecto Zeeman. Cuando {\displaystyle s=0}, los dos efectos son equivalentes. El efecto lleva el nombre de los físicos alemanes Friedrich Paschen y Ernst E. A. Back.
Cuando la perturbación del campo magnético excede significativamente la interacción espín-órbita, se puede asumir con seguridad {\displaystyle [H_{0},S]=0}. Esto permite que los valores esperados de {\displaystyle L_{z}} y {\displaystyle S_{z}} para ser fácilmente evaluado por un estado {\displaystyle |\psi \rangle }. Las energías son simplemente
{\displaystyle E_{z}=\left\langle \psi \left|H_{0}+{\frac {B_{z}\mu _{\rm {B}}}{\hbar }}(L_{z}+g_{s}S_{z})\right|\psi \right\rangle =E_{0}+B_{z}\mu _{\rm {B}}(m_{l}+g_{s}m_{s}).}
Lo anterior puede interpretarse como implicando que el acoplamiento LS está completamente roto por el campo externo. Sin embargo {\displaystyle m_{l}} y {\displaystyle m_{s}} siguen siendo números cuánticos "buenos". Junto con las reglas de selección para una transición de dipolo eléctrico, es decir, {\displaystyle \Delta s=0,\Delta m_{s}=0,\Delta l=\pm 1,\Delta m_{l}=0,\pm 1} esto permite ignorar por completo el grado de libertad de giro. Como resultado, solo tres líneas espectrales serán visibles, correspondientes a la {\displaystyle \Delta m_{l}=0,\pm 1} regla de selección. La división {\displaystyle \Delta E=B\mu _{\rm {B}}\Delta m_{l}} es independiente de las energías no perturbadas y las configuraciones electrónicas de los niveles considerados. En general (si {\displaystyle s\neq 0}), estos tres componentes son en realidad grupos de varias transiciones cada uno, debido al acoplamiento de espín-órbita residual.
En general, ahora se debe agregar el acoplamiento de espín-órbita y las correcciones relativistas (que son del mismo orden, conocidas como "estructura fina") como una perturbación a estos niveles "imperturbables". La teoría de perturbación de primer orden con estas correcciones de estructura fina produce la siguiente fórmula para el átomo de hidrógeno en el límite de Paschen – Back:
{\displaystyle E_{z+fs}=E_{z}+{\frac {m_{e}c^{2}\alpha ^{4}}{2n^{3}}}\left\{{\frac {3}{4n}}-\left[{\frac {l(l+1)-m_{l}m_{s}}{l(l+1/2)(l+1)}}\right]\right\}}

| Estado inicial ( {\displaystyle n=2,l=1} ) {\displaystyle \mid m_{l},m_{s}\rangle } | Perturbación energética inicial          | Estado final ( {\displaystyle n=1,l=0} ) {\displaystyle \mid m_{l},m_{s}\rangle } |
| ----------------------------------------------------------------------------------- | ---------------------------------------- | --------------------------------------------------------------------------------- |
| {\displaystyle \left\|1,{\frac {1}{2}}\right\rangle }                               | {\displaystyle \pm 2\mu _{\rm {B}}B_{z}} | {\displaystyle \left\|0,{\frac {1}{2}}\right\rangle }                             |
| {\displaystyle \left\|0,{\frac {1}{2}}\right\rangle }                               | {\displaystyle +\mu _{\rm {B}}B_{z}}     | {\displaystyle \left\|0,{\frac {1}{2}}\right\rangle }                             |
| {\displaystyle \left\|1,-{\frac {1}{2}}\right\rangle }                              | {\displaystyle 0}                        | {\displaystyle \left\|0,-{\frac {1}{2}}\right\rangle }                            |
| {\displaystyle \left\|-1,{\frac {1}{2}}\right\rangle }                              | {\displaystyle 0}                        | {\displaystyle \left\|0,{\frac {1}{2}}\right\rangle }                             |
| {\displaystyle \left\|0,-{\frac {1}{2}}\right\rangle }                              | {\displaystyle -\mu _{\rm {B}}B_{z}}     | {\displaystyle \left\|0,-{\frac {1}{2}}\right\rangle }                            |
| {\displaystyle \left\|-1,-{\frac {1}{2}}\right\rangle }                             | {\displaystyle -2\mu _{\rm {B}}B_{z}}    | {\displaystyle \left\|0,-{\frac {1}{2}}\right\rangle }                            |

## Campo intermedio para j = 1/2
En la aproximación del dipolo magnético, el hamiltoniano que incluye las interacciones hiperfina y de Zeeman es
{\displaystyle H=hA{\vec {I}}\cdot {\vec {J}}-{\vec {\mu }}\cdot {\vec {B}}}
{\displaystyle H=hA{\vec {I}}\cdot {\vec {J}}+(\mu _{\rm {B}}g_{J}{\vec {J}}+\mu _{\rm {N}}g_{I}{\vec {I}})\cdot {\vec {\rm {B}}}}
donde {\displaystyle A} es la división hiperfina (en Hz) en el campo magnético aplicado cero, {\displaystyle \mu _{\rm {B}}} y {\displaystyle \mu _{\rm {N}}} son el magnetón de Bohr y el magnetón nuclear respectivamente, {\displaystyle {\vec {J}}} y {\displaystyle {\vec {I}}} son los operadores de momento angular de electrones y nucleares y {\displaystyle g_{J}} es el factor g de Landé:
{\displaystyle g_{J}=g_{L}{\frac {J(J+1)+L(L+1)-S(S+1)}{2J(J+1)}}+g_{S}{\frac {J(J+1)-L(L+1)+S(S+1)}{2J(J+1)}}} .
En el caso de campos magnéticos débiles, la interacción Zeeman puede tratarse como una perturbación del {\displaystyle |F,m_{f}\rangle } base. En el régimen de campo alto, el campo magnético se vuelve tan fuerte que dominará el efecto Zeeman, y uno debe usar una base más completa de {\displaystyle |I,J,m_{I},m_{J}\rangle } o solo {\displaystyle |m_{I},m_{J}\rangle }, ya que {\displaystyle I} y {\displaystyle J} será constante dentro de un nivel dado.
Para obtener una imagen completa, incluidas las intensidades de campo intermedias, debemos considerar los estados propios que son superposiciones de {\displaystyle |F,m_{F}\rangle } y {\displaystyle |m_{I},m_{J}\rangle } estados base. Para {\displaystyle J=1/2}, el hamiltoniano se puede resolver analíticamente, dando como resultado la fórmula de Breit-Rabi. En particular, la interacción cuadrupolo eléctrico es cero para {\displaystyle L=0} ({\displaystyle J=1/2}), por lo que esta fórmula es bastante precisa.
Ahora utilizamos operadores de escalera mecánica cuántica, que se definen para un operador de momento angular general {\displaystyle L} como
{\displaystyle L_{\pm }\equiv L_{x}\pm iL_{y}}
Estos operadores de escalera tienen la propiedad
{\displaystyle L_{\pm }|L_{,}m_{L}\rangle ={\sqrt {(L\mp m_{L})(L\pm m_{L}+1)}}|L,m_{L}\pm 1\rangle }
siempre y cuando {\displaystyle m_{L}} se encuentra en el rango {\displaystyle {-L,\dots ...,L}} (de lo contrario, devuelven cero). Usando operadores de escalera {\displaystyle J_{\pm }} y {\displaystyle I_{\pm }} podemos reescribir el hamiltoniano como
{\displaystyle H=hAI_{z}J_{z}+{\frac {hA}{2}}(J_{+}I_{-}+J_{-}I_{+})+\mu _{\rm {B}}Bg_{J}J_{z}+\mu _{\rm {N}}Bg_{I}I_{z}}
Ahora podemos ver que en todo momento, la proyección del momento angular total {\displaystyle m_{F}=m_{J}+m_{I}} se conservará. Esto es porque ambos {\displaystyle J_{z}} y {\displaystyle I_{z}} dejar estados con definidas {\displaystyle m_{J}} y {\displaystyle m_{I}} sin cambios, mientras {\displaystyle J_{+}I_{-}} y {\displaystyle J_{-}I_{+}} o bien aumentar {\displaystyle m_{J}} y disminuir {\displaystyle m_{I}} o viceversa, por lo que la suma siempre no se ve afectada. Además, dado que {\displaystyle J=1/2} solo hay dos valores posibles de {\displaystyle m_{J}} las cuales son {\displaystyle \pm 1/2}. Por lo tanto, para cada valor de {\displaystyle m_{F}} solo hay dos estados posibles, y podemos definirlos como base:
{\displaystyle |\pm \rangle \equiv |m_{J}=\pm 1/2,m_{I}=m_{F}\mp 1/2\rangle }
Este par de estados es un sistema mecánico cuántico de dos niveles. Ahora podemos determinar los elementos de la matriz del hamiltoniano:
{\displaystyle \langle \pm |H|\pm \rangle =-{\frac {1}{4}}hA+\mu _{\rm {N}}Bg_{I}m_{F}\pm {\frac {1}{2}}(hAm_{F}+\mu _{\rm {B}}Bg_{J}-\mu _{\rm {N}}Bg_{I}))}
{\displaystyle \langle \pm |H|\mp \rangle ={\frac {1}{2}}hA{\sqrt {(I+1/2)^{2}-m_{F}^{2}}}}
Resolviendo los valores propios de esta matriz, (como se puede hacer a mano o más fácilmente, con un sistema de álgebra por computadora) llegamos a los cambios de energía:
{\displaystyle \Delta E_{F=I\pm 1/2}=-{\frac {h\Delta W}{2(2I+1)}}+\mu _{\rm {N}}g_{I}m_{F}B\pm {\frac {h\Delta W}{2}}{\sqrt {1+{\frac {2m_{F}x}{I+1/2}}+x^{2}}}}
{\displaystyle x\equiv {\frac {B(\mu _{\rm {B}}g_{J}-\mu _{\rm {N}}g_{I})}{h\Delta W}}\quad \quad \Delta W=A\left(I+{\frac {1}{2}}\right)}
donde {\displaystyle \Delta W} es la división (en unidades de Hz) entre dos subniveles hiperfinos en ausencia de campo magnético {\displaystyle B}, {\displaystyle x} se conoce como el parámetro de intensidad de campo (Nota: para {\displaystyle m_{F}=\pm (I+1/2)} la expresión debajo de la raíz cuadrada es un cuadrado exacto, por lo que el último término debe reemplazarse por {\displaystyle +{\frac {h\Delta W}{2}}(1\pm x)}). Esta ecuación se conoce como fórmula de Breit-Rabi y es útil para sistemas con un electrón de valencia en un nivel {\displaystyle s} ({\displaystyle J=1/2}).
Tenga en cuenta que el índice {\displaystyle F} en {\displaystyle \Delta E_{F=I\pm 1/2}} debe considerarse no como momento angular total del átomo, sino como momento angular total asintótico. Es igual al momento angular total solo si {\displaystyle B=0} de lo contrario, los vectores propios correspondientes a diferentes valores propios del hamiltoniano son las superposiciones de estados con diferentes {\displaystyle F} pero igual {\displaystyle m_{F}} (las únicas excepciones son {\displaystyle |F=I+1/2,m_{F}=\pm F\rangle }).

## Aplicaciones

### Astrofísica

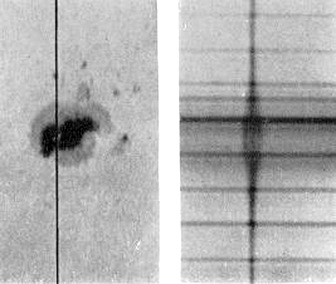
Efecto Zeeman en una línea espectral de manchas solares

George Ellery Hale fue el primero en notar el efecto Zeeman en los espectros solares, lo que indica la existencia de fuertes campos magnéticos en las manchas solares. Estos campos pueden ser bastante altos, del orden de 0,1 tesla o más. El efecto Zeeman se utiliza para producir magnetogramas que muestran la variación del campo magnético del sol.

### Refrigeración por láser
El efecto Zeeman se utiliza en muchas aplicaciones de enfriamiento láser, como una trampa magnetoóptica y el Ralentizador Zeeman.

### Acoplamiento de espín y movimientos orbitales mediado por la energía de Zeeman
La interacción spin-órbita en los cristales generalmente se atribuye al acoplamiento de matrices de Pauli {\displaystyle {\boldsymbol {\sigma }}} al impulso de los electrones {\displaystyle {\boldsymbol {k}}} que existe incluso en ausencia de campo magnético {\displaystyle {\boldsymbol {B}}} . Sin embargo, bajo las condiciones del efecto Zeeman, cuando {\displaystyle {\boldsymbol {B}}\neq 0}, se puede lograr una interacción similar acoplando {\displaystyle {\boldsymbol {\sigma }}} a la coordenada del electrón {\displaystyle {\boldsymbol {r}}} a través de la espacialmente no homogénea Zeeman Hamiltoniana
{\displaystyle H_{\rm {Z}}={\frac {1}{2}}({\boldsymbol {B}}{\hat {g}}{\boldsymbol {\sigma }})} ,
donde {\displaystyle {\hat {g}}} es un factor g tensorial de Landé y {\displaystyle {\boldsymbol {B}}={\boldsymbol {B}}({\boldsymbol {r}})} o {\displaystyle {\hat {g}}={\hat {g}}({\boldsymbol {r}})}, o ambos, dependen de la coordenada del electrón {\displaystyle {\boldsymbol {r}}}. Semejante {\displaystyle {\boldsymbol {r}}} -dependiente al Hamiltoniano de Zeeman {\displaystyle H_{\rm {Z}}({\boldsymbol {r}})} de las parejas de espín de electrones {\displaystyle {\boldsymbol {\sigma }}} al operador {\displaystyle {\boldsymbol {r}}} que representa el movimiento orbital del electrón. El campo no homogéneo {\displaystyle {\boldsymbol {B}}({\boldsymbol {r}})} puede ser un campo suave de fuentes externas o un campo magnético microscópico de oscilación rápida en antiferromagnetos. El acoplamiento spin-órbita a través de un campo macroscópicamente no homogéneo {\displaystyle {\boldsymbol {B}}({\boldsymbol {r}})} de nanoimanes se utiliza para la operación eléctrica de espines de electrones en puntos cuánticos a través de la resonancia de espines dipolares eléctricos, y la conducción de espines mediante un campo eléctrico debido a {\displaystyle {\hat {g}}({\boldsymbol {r}})} , también se ha demostrado.

### Histórico
- Condon, E. U.; G. H. Shortley (1935). The Theory of Atomic Spectra. Cambridge University Press. ISBN 0-521-09209-4. (Chapter 16 provides a comprehensive treatment, as of 1935.)
- Zeeman, P. (1896). «Over de invloed eener magnetisatie op den aard van het door een stof uitgezonden licht» [On the influence of magnetism on the nature of the light emitted by a substance]. Verslagen van de Gewone Vergaderingen der Wis- en Natuurkundige Afdeeling (Koninklijk Akademie van Wetenschappen te Amsterdam) [Reports of the Ordinary Sessions of the Mathematical and Physical Section (Royal Academy of Sciences in Amsterdam)] (en dutch) 5: 181-184 and 242-248.
- Zeeman, P. (1897). «On the influence of magnetism on the nature of the light emitted by a substance». Philosophical Magazine. 5th series 43 (262): 226-239. doi:10.1080/14786449708620985.
- Zeeman, P. (11 de febrero de 1897). «The effect of magnetisation on the nature of light emitted by a substance». Nature 55 (1424): 347. Bibcode:1897Natur..55..347Z. doi:10.1038/055347a0.
- Zeeman, P. (1897). «Over doubletten en tripletten in het spectrum, teweeggebracht door uitwendige magnetische krachten» [On doublets and triplets in the spectrum, caused by external magnetic forces]. Verslagen van de Gewone Vergaderingen der Wis- en Natuurkundige Afdeeling (Koninklijk Akademie van Wetenschappen te Amsterdam) [Reports of the Ordinary Sessions of the Mathematical and Physical Section (Royal Academy of Sciences in Amsterdam)] (en dutch) 6: 13-18, 99-102, and 260-262.
- Zeeman, P. (1897). «Doublets and triplets in the spectrum produced by external magnetic forces». Philosophical Magazine. 5th series 44 (266): 55-60. doi:10.1080/14786449708621028.

### Moderno
- Feynman, Richard P., Leighton, Robert B., Sands, Matthew (1965). The Feynman Lectures on Physics 3. Addison-Wesley. ISBN 0-201-02115-3.
- Forman, Paul (1970). «Alfred Landé and the anomalous Zeeman Effect, 1919-1921». Historical Studies in the Physical Sciences 2: 153-261. doi:10.2307/27757307.
- Griffiths, David J. (2004). Introduction to Quantum Mechanics (2nd edición). Prentice Hall. ISBN 0-13-805326-X.
- Liboff, Richard L. (2002). Introductory Quantum Mechanics. Addison-Wesley. ISBN 0-8053-8714-5.
- Sobelman, Igor I. (2006). Theory of Atomic Spectra. Alpha Science. ISBN 1-84265-203-6.
- Foot, C. J. (2005). Atomic Physics. ISBN 0-19-850696-1.

- Datos: Q201805
- Multimedia: Zeeman effect / Q201805